# Apamea iberica
Apamea iberica är en fjärilsart som beskrevs av Bang-haas 1927. Apamea iberica ingår i släktet Apamea och familjen nattflyn. Inga underarter finns listade i Catalogue of Life.